# Soleichthys tubifer
Soleichthys tubifer är en fiskart som först beskrevs av Peters, 1876.  Soleichthys tubifer ingår i släktet Soleichthys och familjen tungefiskar. Inga underarter finns listade i Catalogue of Life.